# Сантијаго (општина)
Сантијаго (шп. Santiago) је општина у Чилеу. По подацима са пописа из 2002. године број становника у месту је био 200.792.

## Демографија
| 2002.   |
| ------- |
| 200.792 |